# Półksiężyc (Tatry)

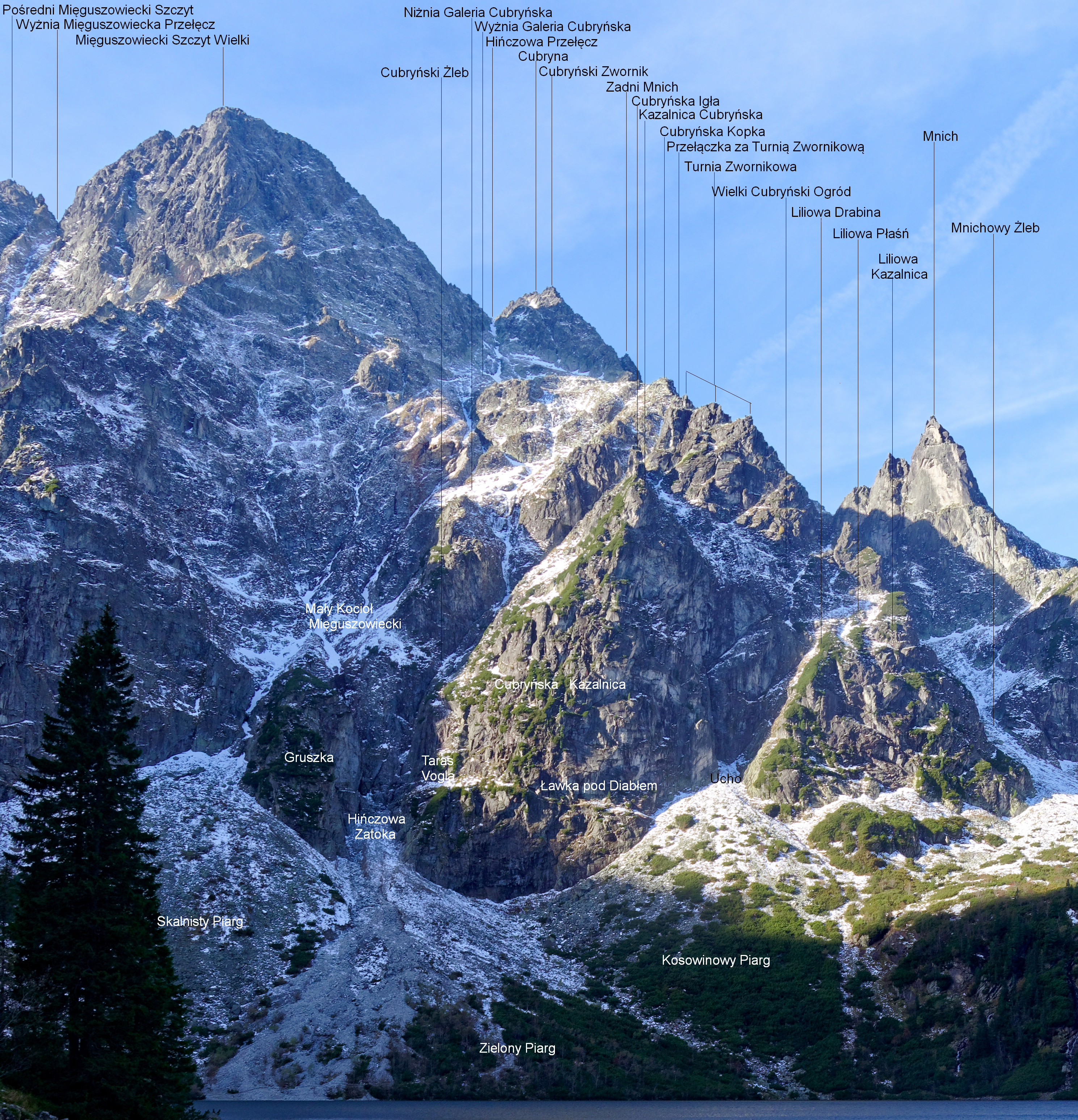
Półksiężyc poniżej Ławki pod Diabłem

Półksiężyc (słow. Polmesiac, słow. Polmesiac, węg. Halbmond) – najniższa część północno-wschodniej ściany wschodniego filara Turni Zwornikowej w Tatrach Polskich. Ma półkolisty kształt i opada na dwa wielkie piargi nad południowo-zachodnim brzegiem Morskiego Oka; z lewej strony jest to Zielony Piarg, z prawej Kosowinowy Piarg. Lewa część Półksiężyca dochodzi do dolnej części Hińczowej Zatoki. Na wysokości około 70 m od najwyższej części piargów znajduje się prawie poziome względnie łatwe przejście złożone z tarasu, półki i zachodu. Oddziela ono Półksiężyc od górnej części ściany (większa jej część to Cubryńska Kazalnica). Tworzą go Taras Vogla, Ławka pod Diabłem i krótki odcinek półki między nimi.
Nazwę Półksiężyc wprowadził Władysław Cywiński w 8 tomie przewodnika „Tatry”. Przez Półksiężyc przechodzi wiele dróg wspinaczkowych w Kazalnicy Cubryńskiej.